# Édouard-Ferdinand de Beaumont-Vassy

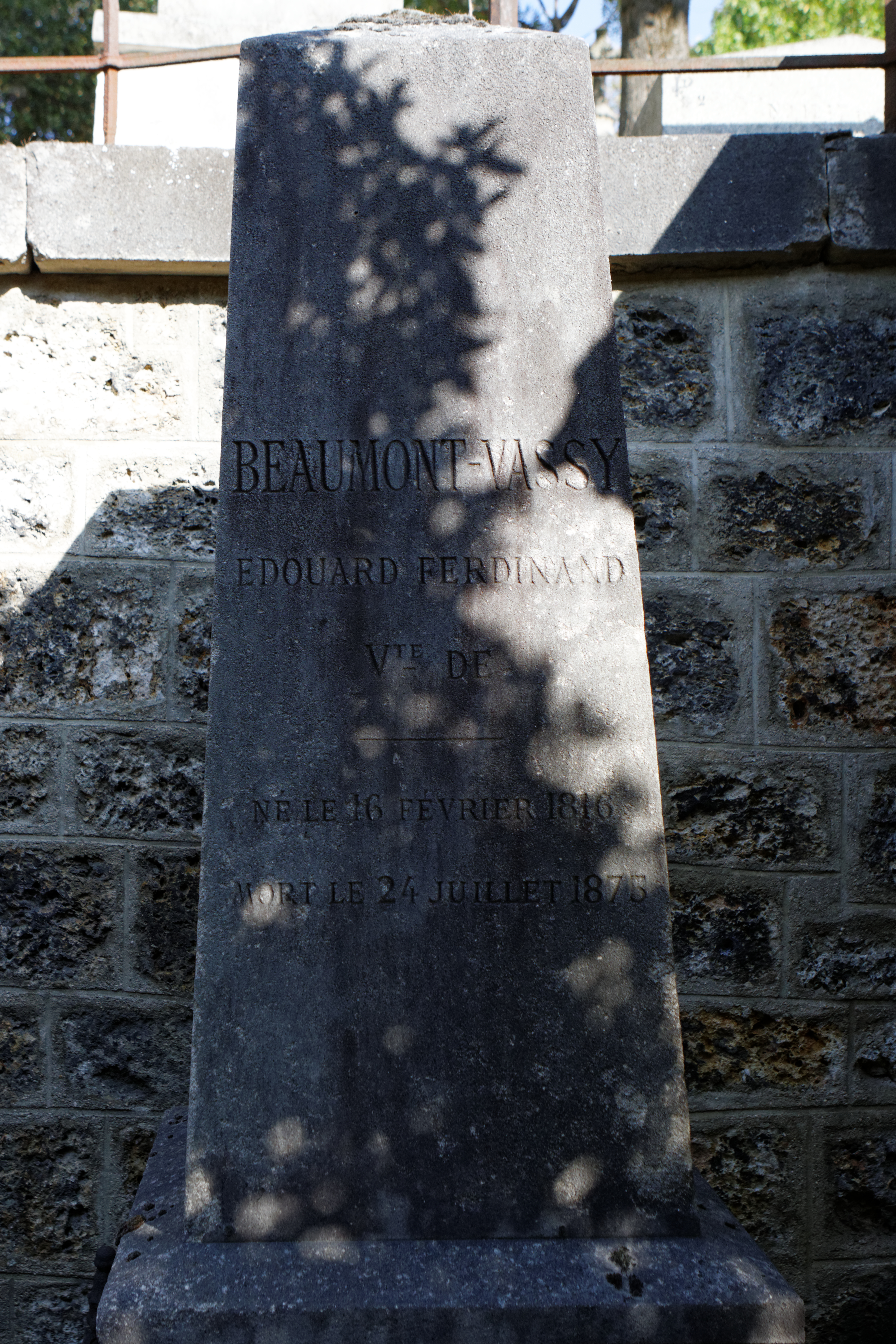
Beaumont-Vassys grav på Père-Lachaise.

Édouard-Ferdinand de la Bonniniére, vicomte de Beaumont-Vassy, född 1816, död 1876, var en fransk författare och politiker.
Beaumont-Vassy utgav ett flertal skönlitterära, politiska och historiska skrifter. Bland de sistnämnda berör några Sveriges historia, för vilket land Beaumont fattade intresse under ett diplomatiskt uppdrag i Sverige. Bland hans skrifter märks Les suédois depuis Charles XII jusqu'à Oscar I (1847).